# Caspian (cavallo)
Il Caspian è un cavallo di piccole dimensioni, 122cm, per questo veniva considerato pony. Originario dal Iran, creduto estinto da circa 1000 anni, quando nel 1965 Louise Firouz scoprì alcuni piccoli branchi che vivevano nel Mazandaran, una provincia settentrionale dell'Iran. Si pensa che siano i precursori della razza araba e che stia alla base di molte razze moderne. Firouz li battezzò Caspian horse ("cavallo del Caspio"). Per quanto riguarda l'aspetto morfologico è piccolo e snello ma con un temperamento gentile e molto resistente, intelligente e volenteroso, è un ottimo cavallo da tiro, competizione e da sella. Inoltre è considerata una delle razze più rare nel mondo degli equini e la sua popolazione è considerato "critically endangered" (in pericolo critico d'estinzione).

## Origine
Il cavallo Caspian vede le sue origini nell'attuale Iran, più precisamente nella regione di Mazandaran che va a lambire il Mar Caspio. Verosimilmente, la sua origine è antica: i primi esemplari sono stati riscoperti nel 1965 dalla ricercatrice e allevatrice Louise Firouz dopo circa mille anni durante i quali si presumevano estinti. Si pensa inoltre siano i precursori della razza Araba e di altre razze moderne.
Si dice che il Caspian provenga dall'Iran settentrionale, il che spiega come la razza sia solida e agile. 
Infatti, il più antico esemplare conosciuto di un cavallo simile al Caspio è stato trovato nel 2011, in un cimitero risalente al 3400 a.C., nello scavo archeologico di Gohar Tappeh nella provincia di Mazandaran nel nord dell'Iran.
Cavalli di dimensioni ridotte venivano raffigurati nell'arte antica, dove apparivano in scene al traino di carri.
Gli abitanti dell'impero persiano furono i primi ad allevare cavalli soprattutto per la loro forza e velocità. 
Che questi cavalli fossero molto piccoli per gli standard moderni è dimostrato da un carro d'oro in miniatura, un giocattolo o forse un'offerta votiva, trovato nel cosiddetto Tesoro dell'Oxus, scoperto nell'estremo oriente dell'impero ma apparentemente realizzato nella Persia centrale. Le sue ruote sono più alte dei cavalli, che a loro volta sono di statura inferiore ai due passeggeri, e non per lo status dei passeggeri.

## Attitudine
Temperamento gentile, volenteroso e intelligente. Ottimo cavallo da sella, tiro e competizione.

## Morfologia
Il cavallo Caspian è diverso dalle altre razze, sotto molti aspetti fisici e morfologici. Il Caspian raggiunge circa 120 cm al garrese. Ha il profilo nasale concavo e la fronte è arcuata; il dorso è dritto e corto, la groppa orizzontale e l'attaccatura della coda alta .
Sull'arcata dentale superiore presenta un dente molare in più, inoltre alcune strutture ossee hanno conformazioni diverse rispetto ad altre razze: per esempio la struttura della scapola e le ossa parietali del cranio. Viene paragonato ad un cavallo arabo in miniatura per via della sua altezza.
Il cavallo Caspian è molto resistente, ha zoccoli molto solidi che in genere non necessitano di ferratura a meno che il cavallo non venga fatto lavorare su sterrati molto duri o sassosi.

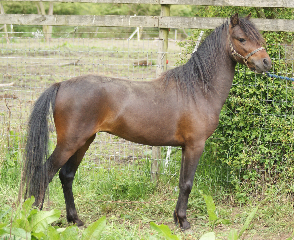
Esemplare con manto baio

## Genetica e fenotipo
Ci sono esperti che classificano il cavallo Caspian come uno che non rientra direttamente nei quattro tipi originari, considerandolo un importante anello di congiunzione con i cavalli antichi. Questa razza è considerata una delle più rare, insieme all'Akhal-Teke.
La ricerca ha dimostrato che i cavalli del Caspio e del Turkmenistan sono fondamentali per l'analisi filogenetica che ha portato all'ipotesi riguardo la genetica ancestrale di tutte le razze del Medio Oriente conosciute ad oggi.

## Colore del manto
Il cavallo Caspian si può presentare in tutti i colori (Baio, nero, grigio, sauro, tranne pezzato). Il colore grigio invece può avere varie sfumature che, vicino alla maturità andrà a sbiadirsi diventando bianco. Possiamo ritrovare forti marcature di bianco sia sulla testa che negli arti.

## Usi

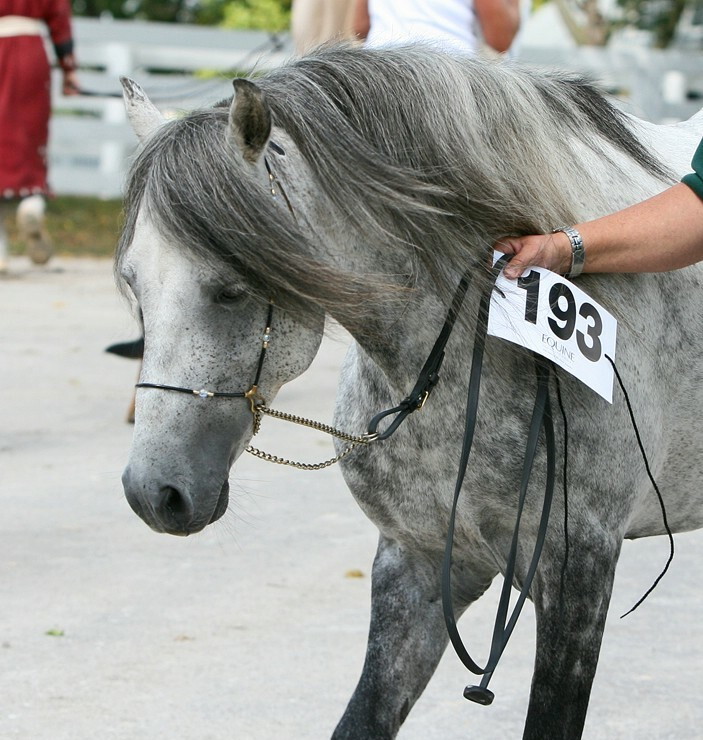
Esemplare con manto grigio

Il Cavallo Caspian è un cavallo veloce, agile e robusto che mostra una predisposizione per il salto ostacoli, ma le sue qualità lo rendono un cavallo versatile. Infatti ha delle particolarità (le spalle ben inclinate, il garrese ottimamente conformato e con una scapola molto più simile a quella di un cavallo che un pony) che favoriscono una falcata più amplia e una maggiore velocità sia al passo che al trotto. Il canter è fluido e il galoppo rapido. Riesce addirittura a stare al passo di un cavallo di medie proporzioni a tutte le andature tranne che al galoppo. Inoltre è molto portato per i giochi da pony. Può essere anche usato nel dressage; nel TREC e nell'endurance. Grazie alle sue piccole dimensioni e al suo temperamento docile, affettuoso e intelligente è perfettamente usato nell'equitazione per i bambini e per i cavalieri alle prime armi col salto agli ostacoli.
La sua duttilità gli permette di essere utilizzato anche per il tiro e per la caccia e oltre a ciò in passato era usato perfino in guerra.
Dario il grande utilizzava questo particolare cavallo per trainare la carrozza durante la caccia ai leoni. Nel palazzo a Presepoli, sulla scalinata principale sono rappresentati diversi animali tra cui dei piccoli cavalli la cui altezza arrivava alla vita del comandante. Nella scuola di equitazione di Firouz fondata appena fuori Tehran sei stalloni e sette giumente divennero gli antenati del centro di elevamento a Norouzebad. Nel 1971 venne raccomandata l’importazione di un grande numero di questi esemplari nella Nuova Zelanda, Regno Unito e Australia dal consorte di regina Elisabetta II per garantire l’esistenza di questa razza.